# أولمبياد الشطرنج للمكفوفين

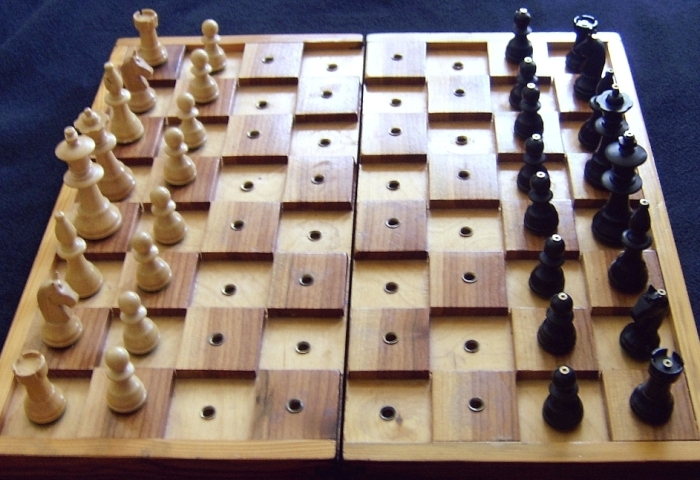

أولمبياد الشطرنج للمكفوفين (بالإنجليزية:Blind Chess Olympiad) هي مسابقة شطرنج دولية للمكفوفين تتنافس فيها فرق من جميع أنحاء العالم ضد بعضها البعض. يقام الأولمبياد مرة كل أربع سنوات، برعاية رابطة برايل الدولية للشطرنج. أولمبياد الشطرنج للمكفوفين هو أكبر حدث رياضي في المجال الدولي لشطرنج المكفوفين.